# Rugby Europe Super Cup
Pour les articles homonymes, voir Super Cup.
La Rugby Europe Super Cup est une compétition européenne organisée par Rugby Europe ouverte aux clubs des pays émergents du rugby à XV.

## Histoire
La Rugby Europe Super Cup est une compétition de Rugby Europe créée en 2021. Cette compétition est conçue pour les pays dits émergents en rugby à XV pour « disparités entre compétitions nationales et internationales ». Son équivalent en sélection est le Championnat d'Europe.
Sa première édition en 2021-2022 regroupe huit équipes de Belgique, d'Espagne, de Géorgie, d'Israël, du Portugal, des Pays-Bas et de Russie (deux équipes) réparties en deux groupes de quatre, nommés conférences Est et Ouest.
Pour la deuxième édition, la franchise roumaine des Romanian Wolves est intégrée à la compétition. Le Rugby Club Batoumi, en tant que champion de Géorgie en titre, rejoint exceptionnellement la Super Cup en tant que deuxième équipe géorgienne.
En 2023, une nouvelle franchise rejoint la compétition, les Bohemia Rugby Warriors de Tchéquie.
L'édition 2024 se déroule sans le double finaliste en titre, la franchise israélienne de Tel Aviv Heat « en raison de divers éléments logistiques ».

## Liste des équipes en compétition

### Équipes actuelles
La compétition oppose les huit équipes suivantes divisées en deux conférences :
| Conférence       | Club                     | Stade                           | Ville       | Pays     | Début en Super Cup |
| ---------------- | ------------------------ | ------------------------------- | ----------- | -------- | ------------------ |
| Conférence Est   | Black Lion               | Stade de rugby d'Avchala        | Tbilissi    | Géorgie  | 2021               |
| Conférence Est   | Tel Aviv Heat            | Stade HaMoshava                 | Petah Tikva | Israël   | 2021               |
| Conférence Est   | Romanian Wolves          | Stade Arcul de Triumf           | Bucarest    | Roumanie | 2022               |
| Conférence Est   | Bohemia Rugby Warriors   | Markéta Stadium                 | Prague      | Tchéquie | 2023               |
| Conférence Ouest | Brussels Devils          | Stade communal de Soignies      | Soignies    | Belgique | 2021               |
| Conférence Ouest | Delta                    | NRCA Stadium                    | Amersfoort  | Pays-Bas | 2021               |
| Conférence Ouest | Lusitanos                | Stade universitaire de Lisbonne | Lisbonne    | Portugal | 2021               |
| Conférence Ouest | Castilla y León Iberians | Stade Pepe-Rojo                 | Valladolid  | Espagne  | 2021               |

### Anciennes équipes
| Club               | Stade                              | Ville       | Pays    | Début et fin en Super Cup |
| ------------------ | ---------------------------------- | ----------- | ------- | ------------------------- |
| Enisey-STM         | Stade Avangard                     | Krasnoïarsk | Russie  | 2021 — 2022               |
| Lokomotiv Penza    | Stade Pervomaisky                  | Penza       | Russie  | 2021 — 2022               |
| Rugby Club Batoumi | Adjarabet Arena Batumi Rugby Arena | Batoumi     | Géorgie | 2022 — 2022               |

## Palmarès
| Édition   | Date             | Vainqueur  | Score   | Finaliste     | Lieu                                         |
| --------- | ---------------- | ---------- | ------- | ------------- | -------------------------------------------- |
| 2021-2022 | 7 mai 2022       | Black Lion | 17 - 14 | Lusitanos XV  | Centro de Alto Rendimento do Jamor, Lisbonne |
| 2022      | 17 décembre 2022 | Black Lion | 29 - 17 | Tel Aviv Heat | Stade de rugby d'Avchala, Tbilissi           |
| 2023      | 22 décembre 2023 | Black Lion | 27 - 17 | Tel Aviv Heat | Stade de rugby d'Avchala, Tbilissi           |
| 2024      | 12 octobre 2024  | Black Lion | 36 - 0  | Lusitanos XV  | Stade de rugby d'Avchala, Tbilissi           |

## Statistiques de la compétition

### Meilleurs réalisateurs
| Rang | Joueur               | Club                     | Poste            | Points |
| ---- | -------------------- | ------------------------ | ---------------- | ------ |
| 1    | Jordan Chait (en)    | Tel Aviv Heat            | Demi d'ouverture | 163    |
| 2    | Luka Matkava         | Black Lion               | Demi d'ouverture | 125    |
| 3    | Nuno Guedes          | Lusitanos XV             | Arrière          | 117    |
| 4    | Giorgi Babunashvili  | Black Lion               | Demi d'ouverture | 83     |
| 5    | Jorge Abecasis       | Lusitanos XV             | Demi d'ouverture | 80     |
| -    | Akaki Tabutsadze     | Black Lion               | Ailier           | 80     |
| 7    | Pedro Lucas          | Lusitanos XV             | Demi de mêlée    | 77     |
| 8    | Paul Popoaia (en)    | Romanian Wolves          | Arrière          | 73     |
| 9    | Manuel Cardoso Pinto | Lusitanos XV             | Arrière, ailier  | 65     |
| 10   | Sam Katz (en)        | Castilla y León Iberians | Demi d'ouverture | 58     |

### Meilleurs marqueurs d'essais
| Rang | Joueur                | Club            | Poste                                        | Essais |
| ---- | --------------------- | --------------- | -------------------------------------------- | ------ |
| 1    | Akaki Tabutsadze      | Black Lion      | Ailier                                       | 16     |
| 2    | Manuel Cardoso Pinto  | Lusitanos XV    | Arrière, ailier                              | 13     |
| 3    | Pedro Lucas (en)      | Lusitanos XV    | Demi de mêlée                                | 11     |
| 4    | Shalva Mamukashvili   | Black Lion      | Talonneur                                    | 10     |
| 5    | Daan van der Avoird   | Delta           | Ailier                                       | 8      |
| 6    | Luka Ivanishvili (en) | Black Lion      | Troisième ligne centre, troisième ligne aile | 7      |
| -    | Sebastiaan Jobb (en)  | Tel Aviv Heat   | Arrière                                      | 7      |
| -    | Semi Kunatani         | Tel Aviv Heat   | Troisième ligne aile, troisième ligne centre | 7      |
| -    | Hugo Ruelle           | Brussels Devils | Ailier                                       | 7      |
| 10   | Peceli Nacebe         | Tel Aviv Heat   | Arrière                                      | 6      |
| -    | Friedle Olivier (en)  | Enisey-STM      | Troisième ligne aile, troisième ligne centre | 6      |
| -    | Alexander Todua       | Black Lion      | Ailier                                       | 6      |